# Marvin da Graça
 (août 2025).
Marvin Martins, né le 17 février 1995 à Luxembourg, est un footballeur international luxembourgeois évoluant au poste de défenseur central à l'Austria Vienne.

## Biographie

### BGL Ligue
De 2013 à 2019, il joue 99 matchs en première division luxembourgeoise, inscrivant quatre buts.

### Casa Pia AC
Le 14 septembre 2020, il signe à la Casa Pia AC.

### En équipe nationale
Il reçoit sa première sélection en équipe du Luxembourg le 4 juin 2014, en amical contre l'Italie (score : 1-1 à Pérouse). Il joue ensuite en 2017 deux matchs entrant dans le cadre des éliminatoires du mondial 2018, contre la Biélorussie et la Bulgarie. Il inscrit son premier but le 9 novembre 2017, en amical contre la Hongrie (victoire 2-1 à domicile).